# Copa da Itália de Futebol de 2022–23
A Copa da Itália de 2022–23, também conhecida oficialmente como Coppa Italia Frecciarossa de 2022–2023 por conta do patrocínio, é a 76.ª edição dessa competição italiana de clubes de futebol organizada pela Lega Série A (em italiano: Lega Serie A). A disputa pela taça teve início em 30 de julho de 2022 e tem previsão para terminar dia 24 de maio de 2023, com a decisão pelo título. 
O número de clubes participantes da competição foi de 44 times, a Internazionale é a atual campeã da competição.
O torneio contará com a participação de equipes das três principais divisões do futebol italiano: Série A, Série B e Série C. Os jogos da competição ocorrerão no formato de "mata-mata" e o vencedor garante uma vaga na fase de grupos da Liga Europa da UEFA de 2023–24.

## Regulamento

### Sistema de disputa
Com 44 times participantes: 20 clubes da Série A, 20 da Série B e 4 da Série C: dependendo do campeonato em que joguem na atual temporada (2022–23), essas equipes estreiam no torneio a partir de fases distintas. A disputa se dá no sistema "mata-mata" em todo o torneio, ou seja, times divididos em chaves de dois decidindo uma vaga na fase seguinte, onde o sistema se repete até a final, que decide o campeão. São sete fases: todas decididas em jogos únicos, com exceção da semifinal, que ocorre em partidas de ida e volta. O campeão se classificará para a fase de grupos da Liga Europa da UEFA de 2023–24.
- Fase eliminatória
  - Rodada preliminar: quatro times da Série C e quatro da Série B se enfrentam;
  - Trinta-e-dois-avos de final: Os quatro vencedores se juntam aos 16 times restantes da Série B e a 12 times da Série A;
  - Dezesseis-avos de final : Os 16 vencedores da etapa anterior se enfrentam entre si.

- Fase final
  - Oitavas de final: Os oito clubes vencedores da Fase Eliminatória se juntam aos 8 melhores times da Série A;
  - Quartas de final: Os oitos times se enfrentam entre si;
  - Semifinais: Os 4 times se enfrentam entre si em partidas de ida e volta;
  - Final: Os dois vencedores se enfrentam em partida única pelo título.

### Critérios de desempate
Em caso de empate no placar ao final do tempo regulamentar (ou do placar agregado, no caso da semifinal), os critérios de desempate são:
| Jogos únicos 1. Prorrogação (dois tempos extras de 15 minutos cada) 2. Disputa por pênaltis | Semifinal 1. Prorrogação (dois tempos extras de 15 minutos cada) 2. Disputa por pênaltis |

## Participantes
44 clubes participam da competição (todos os clubes participantes dos campeonatos da Série A e Série B, 4 clubes da Série C.

### Série A
Os 8 melhores times entram nas Oitavas de final (Inter Milan, Milan, Napoli, Juventus, Lazio, Roma, Fiorentina e Atalanta), enquanto que o restante estreia nos Trinta-e-dois-avos de final.
| - Atalanta   |
| - Bologna    |
| - Cremonese  |
| - Fiorentina |
| - Empoli     |

| - Hellas Verona  |
| - Internazionale |
| - Juventus       |
| - Lazio          |
| - Lecce          |

| - Milan       |
| - Monza       |
| - Napoli      |
| - Roma        |
| - Salernitana |

| - Sampdoria |
| - Sassuolo  |
| - Spezia    |
| - Torino    |
| - Udinese   |

### Série B
As quatro piores equipes no ranking estreiam na Rodada preliminar (Südtirol, Modena, Bari e Palermo), ao passo que o restante dos times começa a jogar nos Trinta-e-dois-avos de final
| - Ascoli    |
| - Bari      |
| - Benevento |
| - Brescia   |
| - Cagliari  |

| - Cittadella |
| - Como       |
| - Cosenza    |
| - Frosinone  |
| - Genoa      |

| - Modena  |
| - Palermo |
| - Parma   |
| - Perugia |
| - Pisa    |

| - Reggina  |
| - SPAL     |
| - Südtirol |
| - Ternana  |
| - Venezia  |

### Série C
Todos os times estreiam na Rodada preliminar.
| - Catanzaro |

| - Feralpisalò |

| - Padova |

| - Reggiana |

## Fase eliminatória

### Rodada preliminar
Um total de 8 equipes competiram neste round, sendo 4 delas da Série B e 4 Série C. Os jogos ocorreram em partidas únicas nos dias 30 e 31 de julho de 2022. Ao final dos jogos, 4 delas avançaram para a próxima fase.
| Jogo | Equipe 1 | Placar | Equipe 2    |
| ---- | -------- | ------ | ----------- |
| 1    | Südtirol | 1 – 3  | Feralpisalò |
| 2    | Modena   | 3 – 1  | Catanzaro   |
| 3    | Bari     | 3 – 0  | Padova      |
| 4    | Palermo  | 3 – 2  | Reggiana    |

### Trinta-e-dois-avos de final
Um total de 32 equipes competiram nesta rodada, sendo 4 campeãs da anterior, os 16 times restantes da Série B e 12  times do Série A.
| Jogo | Equipe 1      | Placar       | Equipe 2    |
| ---- | ------------- | ------------ | ----------- |
| 5    | Hellas Verona | 1 – 4        | Bari        |
| 6    | Salernitana   | 0 – 2        | Parma       |
| 7    | Spezia        | 5 – 1        | Como        |
| 8    | Pisa          | 1 – 4        | Brescia     |
| 9    | Bologna       | 1 – 0        | Cosenza     |
| 10   | Cagliari      | 3 – 2        | Perugia     |
| 11   | Monza         | 3 – 2        | Frosinone   |
| 12   | Udinese       | 2 – 1        | Feralpisalò |
| 13   | Modena        | 3 – 2        | Sassuolo    |
| 14   | Cremonese     | 3 – 2        | Ternana     |
| 15   | Empoli        | 1 – 2 (pro.) | SPAL        |
| 16   | Genoa         | 3 – 2        | Benevento   |
| 17   | Sampdoria     | 1 – 0        | Reggina     |
| 18   | Venezia       | 2 – 3        | Ascoli      |
| 19   | Lecce         | 2 – 3 (pro.) | Cittadella  |
| 20   | Torino        | 3 – 0        | Palermo     |

### Dezesseis-avos de final
Os 16 times vencedores da rodada anterior se enfrentam entre si, os 8 vencedores avançam para a próxima fase.
| Jogo | Equipe 1  | Placar           | Equipe 2   |
| ---- | --------- | ---------------- | ---------- |
| 21   | Parma     | 1 – 0            | Bari       |
| 22   | Spezia    | 3 – 1            | Brescia    |
| 23   | Bologna   | 1 – 0            | Cagliari   |
| 24   | Udinese   | 2 – 3            | Monza      |
| 25   | Cremonese | 4 – 2 (pro.)     | Modena     |
| 26   | Genoa     | 1 – 0            | SPAL       |
| 27   | Sampdoria | 2 – 2 (9–8 pen.) | Ascoli     |
| 28   | Torino    | 4 – 0            | Cittadella |

## Fase final

### Tabelão até a final
|  | Oitavas de final | Oitavas de final |   |                | Quartas de final | Quartas de final |  |                | Semifinais | Semifinais | Semifinais | Semifinais |  |            | Final | Final |
|  |                  |                  |   |                |                  |                  |  |                |            |            |            |            |  |            |       |       |
|  | Roma             | 1                |   |                |                  |                  |  |                |            |            |            |            |  |            |       |       |
|  | Genoa            | 0                |   |                |                  |                  |  |                |            |            |            |            |  |            |       |       |
|  | Genoa            | 0                |   | Roma           | 1                |                  |  |                |            |            |            |            |  |            |       |       |
|  |                  |                  |   | Roma           | 1                |                  |  |                |            |            |            |            |  |            |       |       |
|  |                  | Cremonese        | 2 |                |                  |                  |  |                |            |            |            |            |  |            |       |       |
|  | Napoli           | Cremonese        | 2 | 2(4)           |                  |                  |  |                |            |            |            |            |  |            |       |       |
|  | Napoli           |                  |   | 2(4)           |                  |                  |  |                |            |            |            |            |  |            |       |       |
|  | Cremonese        | 2(5)             |   |                |                  |                  |  |                |            |            |            |            |  |            |       |       |
|  | Cremonese        | 2(5)             |   |                |                  |                  |  | Cremonese      | 0          | 0          | 0          |            |  |            |       |       |
|  |                  |                  |   |                |                  |                  |  | Cremonese      | 0          | 0          | 0          |            |  |            |       |       |
|  |                  | Fiorentina       | 2 | 0              | 2                |                  |  |                |            |            |            |            |  |            |       |       |
|  | Fiorentina       | Fiorentina       | 2 | 0              | 2                | 1                |  |                |            |            |            |            |  |            |       |       |
|  | Fiorentina       |                  |   |                |                  | 1                |  |                |            |            |            |            |  |            |       |       |
|  | Sampdoria        | 0                |   |                |                  |                  |  |                |            |            |            |            |  |            |       |       |
|  | Sampdoria        | 0                |   | Fiorentina     | 2                |                  |  |                |            |            |            |            |  |            |       |       |
|  |                  |                  |   | Fiorentina     | 2                |                  |  |                |            |            |            |            |  |            |       |       |
|  |                  | Torino           | 1 |                |                  |                  |  |                |            |            |            |            |  |            |       |       |
|  | Milan            | Torino           | 1 | 0              |                  |                  |  |                |            |            |            |            |  |            |       |       |
|  | Milan            |                  |   | 0              |                  |                  |  |                |            |            |            |            |  |            |       |       |
|  | Torino           | 1                |   |                |                  |                  |  |                |            |            |            |            |  |            |       |       |
|  | Torino           | 1                |   |                |                  |                  |  |                |            |            |            |            |  | Fiorentina | 1     |       |
|  |                  |                  |   |                |                  |                  |  |                |            |            |            |            |  | Fiorentina | 1     |       |
|  |                  | Internazionale   | 2 |                |                  |                  |  |                |            |            |            |            |  |            |       |       |
|  | Internazionale   | Internazionale   | 2 | 2              |                  |                  |  |                |            |            |            |            |  |            |       |       |
|  | Internazionale   |                  |   | 2              |                  |                  |  |                |            |            |            |            |  |            |       |       |
|  | Parma            | 1                |   |                |                  |                  |  |                |            |            |            |            |  |            |       |       |
|  | Parma            | 1                |   | Internazionale | 1                |                  |  |                |            |            |            |            |  |            |       |       |
|  |                  |                  |   | Internazionale | 1                |                  |  |                |            |            |            |            |  |            |       |       |
|  |                  | Atalanta         | 0 |                |                  |                  |  |                |            |            |            |            |  |            |       |       |
|  | Atalanta         | Atalanta         | 0 | 5              |                  |                  |  |                |            |            |            |            |  |            |       |       |
|  | Atalanta         |                  |   | 5              |                  |                  |  |                |            |            |            |            |  |            |       |       |
|  | Spezia           | 2                |   |                |                  |                  |  |                |            |            |            |            |  |            |       |       |
|  | Spezia           | 2                |   |                |                  |                  |  | Internazionale | 1          | 1          | 2          |            |  |            |       |       |
|  |                  |                  |   |                |                  |                  |  | Internazionale | 1          | 1          | 2          |            |  |            |       |       |
|  |                  | Juventus         | 1 | 0              | 1                |                  |  |                |            |            |            |            |  |            |       |       |
|  | Juventus         | Juventus         | 1 | 0              | 1                | 2                |  |                |            |            |            |            |  |            |       |       |
|  | Juventus         |                  |   |                |                  | 2                |  |                |            |            |            |            |  |            |       |       |
|  | Monza            | 1                |   |                |                  |                  |  |                |            |            |            |            |  |            |       |       |
|  | Monza            | 1                |   | Juventus       | 1                |                  |  |                |            |            |            |            |  |            |       |       |
|  |                  |                  |   | Juventus       | 1                |                  |  |                |            |            |            |            |  |            |       |       |
|  |                  | Lazio            | 0 |                |                  |                  |  |                |            |            |            |            |  |            |       |       |
|  | Lazio            | Lazio            | 0 | 1              |                  |                  |  |                |            |            |            |            |  |            |       |       |
|  | Lazio            |                  |   | 1              |                  |                  |  |                |            |            |            |            |  |            |       |       |
|  | Bologna          | 0                |   |                |                  |                  |  |                |            |            |            |            |  |            |       |       |

### Oitavas de final
| Jogo | Equipe 1       | Placar          | Equipe 2  |
| ---- | -------------- | --------------- | --------- |
| 29   | Internazionale | 2 – 1 (pro.)    | Parma     |
| 30   | Atalanta       | 5 – 2           | Spezia    |
| 31   | Lazio          | 1 – 0           | Bologna   |
| 32   | Juventus       | 2 – 1           | Monza     |
| 33   | Roma           | 1 – 0           | Genoa     |
| 34   | Napoli         | 2 – 2 (4–5 pen) | Cremonese |
| 35   | Fiorentina     | 1 – 0           | Sampdoria |
| 36   | Milan          | 0 – 1           | Torino    |

### Quartas de final
| Jogo | Equipe 1       | Placar | Equipe 2  |
| ---- | -------------- | ------ | --------- |
| 37   | Internazionale | 1 – 0  | Atalanta  |
| 38   | Juventus       | 1 – 0  | Lazio     |
| 39   | Roma           | 1 – 2  | Cremonese |
| 40   | Fiorentina     | 2 – 1  | Torino    |

### Semifinais
| Jogos | Equipe 1       | Total | Equipe 2   | Jogo 1 | Jogo 2 |
| ----- | -------------- | ----- | ---------- | ------ | ------ |
| 41/43 | Internazionale | 2 – 1 | Juventus   | 1 – 1  | 1 – 0  |
| 42/44 | Cremonese      | 0 – 2 | Fiorentina | 0 – 2  | 0 – 0  |

### Final
| 24 de maio de 2023 | Fiorentina          | 1 – 2     | Internazionale            | Estádio Olímpico, Roma                           |
| 21:00 (UTC+2)      | Nicolás González 3' | Relatório | Lautaro Martínez 29', 37' | Público: 68 500 Árbitro: ITA Massimiliano Irrati |

## Premiação
| COPPA ITALIA 2022–23                  |
| ------------------------------------- |
| Internazionale Bicampeão (9.º título) |